# 2011 en Égypte
Chronologie de l'Égypte
- 2007
- 2008
- 2009
- 2010
- 2011
- 2012
- 2013
- 2014
- 2015

Cet article présente les faits importants qui se sont produits en Égypte en 2011.

## Chronologie

### Janvier 2011

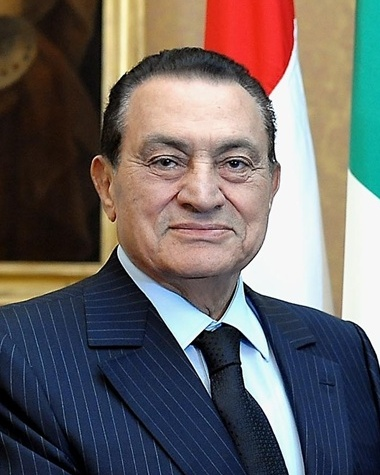
Hosni Moubarak
(octobre 2009)

- Samedi 1er janvier 2011 : Dans la nuit du nouvel an, un attentat à la voiture piégée devant l'église des Saints (al-Qiddissine), dans le quartier de Sidi Bechr, dans l'Est d'Alexandrie (delta du Nil) a fait 21 morts et 97 blessés. Le président Hosni Moubarak a appelé chrétiens coptes et musulmans d’Égypte à serrer les rangs « pour faire face aux forces du terrorisme »[1]. Des heurts se sont ensuivis entre des centaines de jeunes coptes et policiers autour de l'église touchée. Les autorités évoquent la piste d'Al-Qaïda car l'église figurait sur une longue liste de lieux de culte coptes désignés depuis début décembre comme cibles par un site Internet d'Al-Qaida[2],[3].

- Dimanche 2 janvier 2011 :
  - Le grand imam d'Al-Azhar, Ahmed al-Tayyeb, a critiqué l'appel du pape Benoît XVI aux dirigeants du monde à protéger les chrétiens, estimant qu'il s'agissait d'une « ingérence inacceptable » dans les affaires égyptiennes[4]. Le pape Benoît XVI avait déclaré la veille que « face aux discriminations, aux abus et aux intolérances religieuses, qui frappent aujourd'hui en particulier les chrétiens (...) les paroles ne suffisent pas, il faut l'engagement concret et constant des responsables des nations ».
  - Des incidents ont éclaté au Caire avec les policiers en marge d'une manifestation de chrétiens coptes réclamant davantage de protection après l'attentat meurtrier commis le soir du Nouvel An devant une église copte d'Alexandrie. Plusieurs centaines de coptes s'étaient rassemblés au Caire et les heurts ont fait 45 blessés parmi les forces de l'ordre[5],[6].

- Mercredi 5 janvier 2011 : Le ministre des Affaires étrangères, Ahmed Aboul Gheit, déclare que la protection des lieux de culte, « notamment les églises coptes », relève de la « responsabilité exclusive » du gouvernement et de l’État égyptiens : « Nous ne permettons à aucune partie étrangère de protéger les coptes à l'intérieur de l’Égypte car cela relève de la responsabilité exclusive de notre gouvernement [...] Les enquêtes pour déterminer les responsables de cet attentat sont toujours en cours [...] L'Église copte égyptienne, qui est indépendante et capable de se défendre, refuse toute protection étrangère. Elle est plus ancienne que le Vatican ».

- Jeudi 6 janvier 2011 : Un engin explosif rudimentaire est découvert dans la soirée dans une église de Minya (200 km au sud du Caire).

- Mardi 11 janvier 2011 : Un policier musulman, qui n'était pas en service, a ouvert le feu avec une arme de poing, à bord d'un train en gare de Samalout (province de Minya), tuant un chrétien de 71 ans et en blessant cinq autres dont 4 femmes, tous coptes[7].

- Lundi 18 janvier 2011 : Un homme s'est immolé par le feu devant le siège du conseil des ministres au Caire.

- Mardi 18 janvier 2011 : Deux hommes se sont immolés par le feu; l'un à Alexandrie sur le toit de sa maison et l'autre un avocat.

- Jeudi 20 janvier 2011 : La plus haute institution de l'islam sunnite, Al-Azhar, annonce qu'elle suspendait ses réunions semestrielles avec le Vatican : « le gel a été provoqué par les attaques répétées contre l'islam du pape Benoît XVI [... qui] a répété que les musulmans opprimaient les non-musulmans vivant avec eux au Moyen-Orient ». Cette annonce intervient après une série d'échanges tendus entre les autorités égyptiennes et le Vatican. Le Caire reproche à Benoît XVI d'avoir réclamé avec force la protection des chrétiens d'Orient après l'attentat contre une église copte d'Alexandrie, soulignant l'« urgente nécessité » pour les gouvernements du Moyen-Orient d'adopter « des mesures efficaces pour la protection des minorités religieuses » se déclarant notamment favorable aux démarches en vue d'une « réponse concertée de l'Union européenne afin que les chrétiens soient défendus au Moyen-Orient ». Ces interventions sont dénoncées comme des ingérences par l’Égypte qui à plusieurs reprises depuis l'attentat, a affirmé que la sécurité de ses citoyens, quelle que soit leur confession, relevait de sa seule souveraineté[8].

- Samedi 22 janvier 2011 : Le chef de la diplomatie égyptienne, Ahmed Aboul Gheit, affirme que l'attentat, qui a fait 21 morts, contre une église d'Alexandrie, visait tout le pays, « l’Égypte et l'unité égyptienne [...] avec ses caractéristiques de démocratie et de tolérance », pas que les Coptes, et à affaiblir le tissu national. Réfutant tout ingérence étrangère, il affirme que « la constitution égyptienne est extrêmement claire sur le droit à croire, à pratiquer sa foi et sa croyance et sur la responsabilité de l’État à protéger ses citoyens » .

- Dimanche 23 janvier 2011 : l’Égypte accuse un groupe radical palestinien, l'Armée de l'Islam, lié à Al-Qaïda, d'être responsable de l'attaque perpétrée contre une église copte d'Alexandrie, qui avait fait 23 morts la nuit du Nouvel an.

- Lundi 24 janvier 2011 :

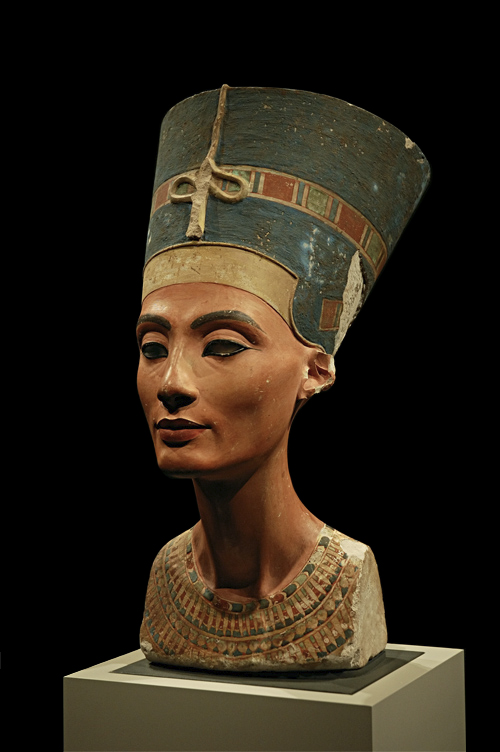
Buste de la reine Néfertiti au Neues Museum de Berlin

  - Plusieurs mouvements d'opposition, membres du Mouvement du 6 avril, appellent les Égyptiens, en particulier les jeunes, à manifester demain, au Caire et en province, sur le thème : « le 25 janvier, je reprends en mains les affaires de mon pays ». Ils espèrent que l'écho du soulèvement tunisien favorisera la mobilisation pour des réformes économiques et un changement politique en Égypte. Le groupe hébergé par le réseau social Facebook est suivi par 87 000 internautes : « Notre protestation du 25 est le début de la fin [...] C'est la fin du silence, de l'acquiescement et de la soumission à ce qui se produit dans notre pays. C'est le début d'une nouvelle page dans l'histoire de l'Égypte, une page d'activisme et de revendications de nos droits ».
  - Soutiens : L'opposant Mohamed ElBaradei, ancien directeur de l’AIEA, apporte son soutien à « l'appel à manifester contre la répression » et dénonce « les menaces d'utiliser la force venant d'un régime qui tremble devant son peuple ». Les Frères musulmans, à la forte capacité de mobilisation, et le Wafd, premier parti d'opposition laïque, n'ont pas lancé d'appels formels à défiler, mais ont indiqué que leurs jeunes militants pourraient se joindre aux cortèges[9].
  - Le gouvernement de son côté adresse une mise en garde aux activistes tentés d'imiter le mouvement de contestation en Tunisie, leur rappelant qu'ils risqueraient d'être arrêtés s'ils manifestent demain. Le pouvoir a démenti ces derniers jours tout risque de contagion entre la Tunisie et l’Égypte, tout en laissant entendre que, pour calmer l'inquiétude sociale, il ne remettrait pas en cause les subventions aux produits de base. Le ministre de l'Intérieur, Habib el-Adli, ordonne l'arrestation de « toute personne exprimant illégalement ses opinions ».
  - Le chef du conseil suprême des antiquités égyptiennes, Zahi Hawass, avec l'appui du premier ministre, Ahmed Nazif, et du ministre de la Culture, Farouk Hosni, annonce avoir transmis une « demande officielle de restitution » du buste de la reine Néfertiti exposé au Neues Museum de Berlin. L’Égypte réclame sans succès depuis des décennies son retour au motif que le buste aurait été sorti illégalement du pays. Le buste a été découvert en 1912 par l'archéologue allemand Ludwig Borchardt. Le gouvernement allemand a démenti avoir reçu une demande officielle de restitution laissant entendre être depuis toujours opposé à la restitution de cette pièce majeure de l'ère pharaonique, malgré l'insistance des autorités égyptiennes, assurant qu'elle avait été acquise légalement en 1913[10].

- Mardi 25 janvier 2011 :
  - Manifestations : Au moins 15 000 personnes ont participé au Caire à une manifestation pour des réformes politiques et sociales, inspirées par l'exemple tunisien. Quelque 30 000 policiers sont mobilisés. D'autres rassemblements sont signalés à Alexandrie (delta), Assouan, Assiout (sud), à Suez, à Ismaïlia (canal) et dans le Sinaï pour une « journée de révolte contre la torture, la pauvreté, la corruption et le chômage ». Des mouvements pro-démocratie sont très actifs via les réseaux sociaux sur internet, réunissant de très nombreux jeunes. Plus de 90 000 personnes se sont déclarées sur Facebook prête à manifester. Cette initiative a reçu le soutien de l'opposant Mohamed ElBaradei, ancien directeur de l'AIEA et prix Nobel. 3 manifestants ont été tués lors de heurts avec la police à Suez et un policier est mort des suites de blessures au Caire.
  - Le ministre de l'Intérieur, Habib el-Adli, déclare que les organisateurs de ces manifestations sont « inconscients » et assure que leurs appels n'auraient « pas d'impact » : « Les forces de l'ordre sont capables de faire face à toute menace contre la sécurité de la population, et nous ne prendrons à la légère aucune atteinte aux biens ni aucune infraction à la loi ».
  - Le ministre de l'Intérieur, Habib el-Adli, annonce l'arrestation, le mois dernier, d'un groupe de 19 personnes, des Tunisiens et des Libyens, soupçonnées d'être liées à Al-Qaïda et ayant « utilisé l’Égypte comme point de transit, pour se rendre vers d'autres pays, notamment l'Irak, et rejoindre un groupe appelé l’État islamique d'Irak », la branche irakienne d'Al-Qaïda. Des armes et des munitions ont été trouvées en leur possession.
  - Le site de micro-blogs Twitter, qui permet d'échanger librement des messages de 140 caractères maximum, est désormais inaccessible depuis l’Égypte, alors que des milliers de personnes sont descendues dans la rue pour réclamer le départ du président Hosni Moubarak. L'accès au site communautaire Facebook est aussi bloqué[11].

- Mercredi 26 janvier 2011, Manifestations : Nouveaux affrontements entre manifestants et policiers dans plusieurs villes où les protestations se sont poursuivies malgré l'interdiction des autorités. Au moins 500 personnes ont été arrêtées dont 121 membres de l'organisation islamiste des Frères musulmans interpellés à Assiout. 70 personnes ont été blessées dans la ville portuaire de Suez dont 15 policiers, où un bâtiment gouvernemental a été attaqué. Au Caire, les manifestants ont jeté des cocktails Molotov sur les locaux du Parti national démocratique sans réussir à l'incendier. Des pillages de commerces ont eu lieu et les affrontements ont fait quelque 55 blessés.

- Jeudi 27 janvier 2011 :
  - Manifestations : Au moins mille personnes ont été arrêtées depuis 2 jours dans le cadre des manifestations contre le régime du président Hosni Moubarak. Le parquet général a inculpé quarante manifestants pour tentative de « renversement du régime ». Des manifestants ont mis le feu à une caserne de pompiers à Suez après avoir lancé des cocktails Molotov sur la police, après le refus de la police de remettre le corps d'un des trois manifestants morts la veille. Un manifestant a été mortellement atteint d'une balle dans la tête lors d'un échange de tirs entre des manifestants bédouins à Cheikh Zouwayed et les forces de sécurité. Des tirs de roquette ont visé les forces de sécurité dans le Sinaï.
  - L'opposant Mohamed ElBaradei, arrivé au Caire le jour même, se déclare être prêt à « mener la transition » politique, si la population lui demande. Avec son mouvement, l'Association nationale pour le changement, il plaide pour des réformes démocratiques et sociales et pour des amendements constitutionnels limitant le pouvoir quasi pharaonique exercé par le président[12].
  - Le secrétaire d’État à la culture allemand, Bernd Neumann, rejette la demande officielle de l’Égypte, d'obtenir la restitution du buste de la reine Néfertiti exposé à Berlin, expliquant que « le gouvernement allemand refuserait à l'avenir toute demande de la sorte ». Selon Bernd Neumann, cette demande n'est signée ni par le ministre de la culture égyptien ni par un autre membre du gouvernement, de ce fait, l'Allemagne ne peut reconnaître cette lettre comme une demande officielle.

- Vendredi 28 janvier 2011 :
  - Dans la nuit de jeudi à vendredi, au moins vingt membres des Frères musulmans, première force d'opposition en Égypte, ont été arrêtés, dont cinq anciens députés et cinq membres du bureau politique. Les Frères musulmans, principale force de l'opposition, ont annoncé qu'ils participeront aux manifestations « de la colère » contre le régime du président Hosni Moubarak prévues après les prières hebdomadaires.
  - Pour la première fois, « les réseaux les plus importants du pays sont coupés », représentant 88 % des capacités internet, pour contrecarrer les manifestations anti-Moubarak. Seuls quelques petits réseaux minoritaires sont toujours en fonctionnement. Quelque 23 millions d’Égyptiens disposent d'un accès, régulier ou occasionnel, à internet, soit près du quart de la population. La téléphonie mobile est aussi touchée.
  - Le lauréat du prix Nobel de la paix Mohamed ElBaradei, qui s'est dit prêt à diriger une éventuelle transition démocratique, est assigné à résidence.
  - Manifestations : À Alexandrie, le siège du gouvernorat est incendié par des manifestants. Des véhicules de l'armée égyptienne ont fait leur apparition dans des rues du Caire où les forces de l'ordre affrontent des milliers de manifestants antigouvernementaux. Le président Hosni Moubarak « a déclaré le couvre-feu dans les gouvernorats du Grand Caire, d'Alexandrie et de Suez de 18h à 7h à partir d'aujourd'hui et jusqu'à nouvel ordre ». Les manifestants ont mis le feu au siège du Parti national démocrate. Au Caire, les affrontements entre manifestants et forces de l'ordre ont fait 870 blessés parmi les manifestants et au moins 5 morts. À Suez, les affrontements ont fait 13 morts et 75 blessés[13],[14]. D'autres manifestations ont eu lieu à Assouan et à Mansouria.
  - Deux momies de l'époque pharaonique et une statue ont été sévèrement endommagées lors d'un vol au musée du Caire, les voleurs profitant d'une manifestation sont entrés dans le musée, cassant 13 vitrines et 70 pièces archéologiques. 8 autres pièces inestimables ont été volées ainsi que 11 autres objets. « L'armée a réussi à arrêter certains des criminels pendant qu'ils essayaient de fuir ». Des centaines d’Égyptiens ont formé une chaîne humaine autour du musée pour éviter les pillages dans le musée[15].

- Samedi 29 janvier 2011 :

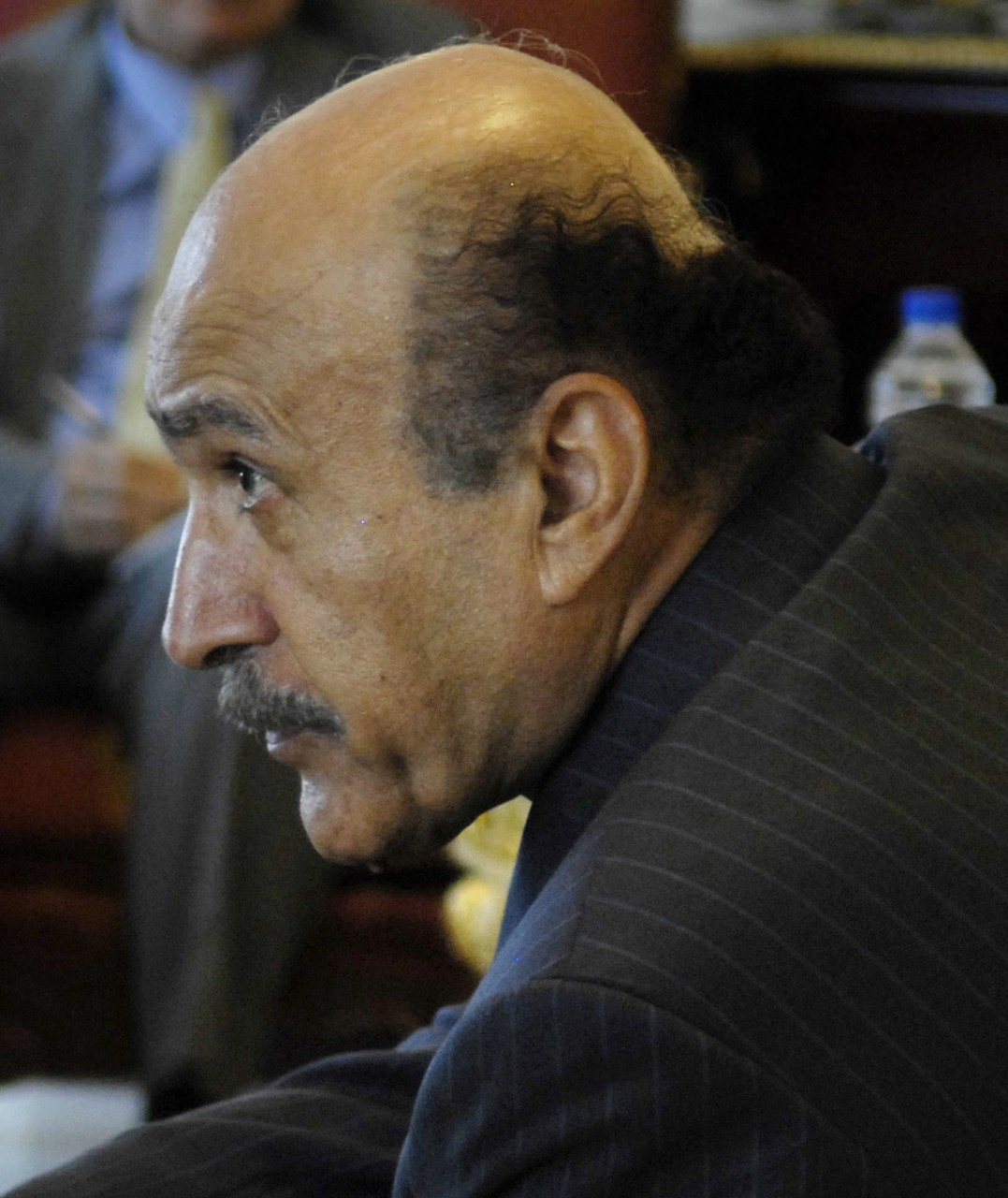
Omar Souleimane
(juillet 2007)

  - Dans la nuit de vendredi à samedi, le président Hosni Moubarak a annoncé, dans une allocution de onze minutes à la télévision nationale, la démission de son gouvernement, la formation immédiate d'un nouveau cabinet et des réformes démocratiques : « Il y aura de nouvelles mesures pour une justice indépendante, la démocratie, pour accorder davantage de liberté aux citoyens, pour combattre le chômage, améliorer le niveau de vie, développer les services et soutenir les pauvres ».
  - Au moins 85 personnes sont mortes depuis hier dans les manifestations dans tout le pays réclamant le départ du président Hosni Moubarak, soit un total de 92 morts depuis le 25 janvier. À Beni Suef (Sud du Caire), la police abat 17 personnes.
  - Le chef du Renseignement, Omar Souleimane, a prêté serment en tant que vice-président, premier poste du genre depuis que le président Hosni Moubarak a pris le pouvoir en 1981.
  - Ahmad Chafic, ministre de l'Aviation sortant, est chargé dans la soirée de former le nouveau gouvernement égyptien.

- Dimanche 30 janvier 2011 :
  - Manifestations : Au moins 111 personnes ont été tuées, et plus de 2 000 autres ont été blessés, en Égypte depuis mardi dans les manifestations contre le régime du président Hosni Moubarak.
  - Politique :
    - Le ministre de l'Information Anas el-Fekki a ordonné l'interdiction de la chaîne satellitaire Al Jazeera, qui a largement couvert les manifestations antigouvernementales.
    - Le président Hosni Moubarak a déclaré que le nouveau gouvernement d’Égypte devait maintenir les prix subventionnés, contrôler l'inflation et fournir des emplois, mais élude la question d'une réforme politique demandée par les manifestants.
    - L'opposant Mohamed ElBaradeï, ancien directeur de l'AIEA et prix Nobel de la paix, appelle le président Hosni Moubarak à quitter le pouvoir pour laisser place à un gouvernement d'unité nationale : « Moubarak doit [...] faire place à une transition en douceur vers un gouvernement d'unité nationale qui sera suivie par toutes les mesures nécessaires pour une élection libre et équitable [...] J'espère entrer bientôt en contact avec l'armée, il faut que nous collaborions. L'armée fait partie de l’Égypte ».

  - Plusieurs milliers de prisonniers, dont un grand nombre d'islamistes détenus depuis plusieurs années, se sont évadés dans la nuit de la prison de Wadi Natroun, située à 100 km au nord du Caire, après une émeute durant laquelle ils se sont emparés des armes des gardes de l'établissement pénitentiaire. Plusieurs dizaines de prisonniers ont été abattus par des « coups de feu tirés de l'intérieur et de l'extérieur de la prison » et un policier a été tué. Plusieurs cas de prisons abandonnées et d'évasions ont été signalés à travers le pays depuis le début de la révolte.

- Lundi 31 janvier 2011 :
  - Manifestations : Au moins 125 personnes ont été tuées, et plusieurs milliers d'autres ont été blessés, en Égypte depuis mardi dans les manifestations contre le régime du président Hosni Moubarak.
  - Politique : Le président Hosni Moubarak a chargé son nouveau premier ministre Ahmad Chafic de promouvoir la démocratie en dialoguant avec l'opposition et de « rétablir la confiance » dans l'économie du pays avec en particulier la réduction du chômage et la création d'emplois, et « lutter de manière décisive contre toutes les formes de corruption ». Le ministre de la Défense Mohamed Hussein Tantaoui devient vice-premier ministre. Habid El-Adli, ministre de l'Intérieur contesté pour les agissements de la police est limogé.
  - Israël aurait fait parvenir un message confidentiel aux États-Unis et à des pays européens leur demandant de soutenir la stabilité du régime du président Hosni Moubarak en butte à une vague de contestation, soulignant qu'il est de « l'intérêt de l'occident » et de « l'ensemble du Moyen-Orient de maintenir la stabilité du régime en Égypte » et qu'« il faut en conséquence freiner les critiques publiques à l'encontre du président Hosni Moubarak ». Israël a accepté que l’Égypte envoie des troupes supplémentaires pour maintenir l'ordre dans la péninsule du Sinaï, où les contingents sont limités par le traité de paix israélo-égyptien de 1979. 800 soldats supplémentaires seront déployés autour de la station balnéaire de Charm el-Cheikh, au bord de la mer Rouge, à 200 kilomètres de la frontière israélienne, une destination touristique très prisée et essentielle pour l'économie égyptienne[16].
  - La Turquie a rapatrié 1.444 de ses ressortissants à bord de cinq avions de la Turkish Airlines.
  - L'agence de notation Moody's Investors Service a dégradé lundi d'un cran la note de l’Égypte, désormais ramenée à « Ba2 », expliquant sa décision « par l'augmentation récente et significative du risque politique » dans le pays, et pourrait l'abaisser encore à moyen terme, puisque la perspective d'évolution de cette note est désormais jugée « négative ». L’Égypte doit faire face à des défis politiques et socio-économiques dont l'origine est ancienne: taux de chômage important, inflation élevée et pauvreté généralisée. Selon l'agence, il existe « une forte possibilité que la politique budgétaire soit assouplie dans le cadre des efforts du gouvernement pour contenir le mécontentement ».
  - Six journalistes d'Al Jazeera de nationalités « australienne, portugaise et britannique » ont été arrêtés au Caire. La chaîne qatarie est désormais interdite en Égypte pour avoir accordé une large couverture aux manifestations anti-gouvernementales.
  - Selon le site américain Renesys, spécialisé dans la surveillance du web, le dernier fournisseur d'accès à internet qui fonctionnait encore en Égypte, celui du groupe Noor, a été bloqué.

### Février 2011
- Mardi 1er février 2011 :
  - Les groupes internet Google et Twitter annoncent la mise en œuvre d'un système permettant aux Égyptiens d'envoyer des messages sur le site de microblogs par téléphone, en contournant le blocage d'internet grâce à des numéros internationaux.
  - Une cinquantaine d'organisations égyptiennes de défense des droits l'Homme ont appelé le président Hosni Moubarak à « se retirer » du pouvoir pour « éviter un bain de sang ». 125 personnes ont trouvé la mort depuis début janvier, alors que le pays se prépare à des manifestations monstres à l'appel de l'opposition qui espère réunir au moins un million de personnes dans les rues. L'opposant Mohamed ElBaradei demande au président Hosni Moubarak de quitter le pouvoir « d'ici à vendredi au plus tard » baptisé « le jour du départ ».
  - Le Fonds monétaire international est prêt à aider l’Égypte à reconstruire son économie, alors qu'après Moody's, l'agence de notation Standard & Poor's a également abaissé d'un cran, de "BB+" à "BB" sa note sur la dette à long terme de l’Égypte au vu de l'ampleur qu'a pris le mouvement populaire réclamant le départ du président Hosni Moubarak.
  - La directrice générale de l'Unesco, la Bulgare Irina Bokova, réclame à l’Égypte des mesures de sauvegarde du patrimoine pour protéger les trésors du pays, « au Caire, à Louxor et sur tous les autres sites culturels ou touristiques », car « le patrimoine culturel égyptien, qu'il s'agisse de monuments ou d'objets, est une partie du patrimoine de l'humanité, transmise jusqu'à nous à travers les âges » et « les 120 000 pièces du Musée égyptien du Caire sont inestimables [...] pas seulement d'un point de vue scientifique ou financier, mais aussi parce qu'elles représentent l'identité culturelle du peuple égyptien ». L’Égypte compte sept sites inscrits sur la liste du patrimoine mondial établie par l'Unesco.

- Mercredi 2 février 2011 :
  - Le Parlement égyptien annonce la suspendu de ses séances jusqu'à la révision des résultats des dernières législatives, qui se sont déroulées les 28 novembre et 5 décembre, et marquées par des accusations de fraude et de violences. La justice a prononcé l'annulation des résultats des élections dans de nombreuses circonscriptions.
  - Les forces armées demandent aux manifestants de mettre fin à leurs actions, affirmant que leur message avait été entendu et qu'il fallait désormais penser à l'avenir du pays et faciliter le retour au calme. L'armée a jugé « légitimes » les revendications de la population et fait savoir qu'elle ne tirerait pas sur la foule.
  - L'accès à Internet est rétabli au Caire et à Alexandrie, après plus de cinq jours de coupure
  - La chaîne d'informations en continu arabe, Al Jazeera, affirme que ses émissions, dont la diffusion est interrompue sur un satellite contrôlé par le gouvernement égyptien, subissaient des brouillages sur d'autres satellites (Arabsat et Hotbird) diffusant dans tout le monde arabe : « Il est clair que certains pouvoirs ne veulent pas que nos images appelant à la démocratie et aux réformes soient accessibles au public »[17].
  - 11 personnes ont été tuées, dont un policier, et 639 autres personnes ont été blessées dans les heurts survenus sur la place Tahrir dans le centre du Caire entre partisans et opposants à Hosni Moubarak. Quelques coups de feu ont été tirés.
  - Les musées du monde entier sont invités à exercer une vigilance accrue sur l'éventuelle mise sur le marché d'antiquités pillées en Égypte. Des cocktails Molotov ont atterri dans les jardins du musée, sans faire de dégâts.

- Jeudi 3 février 2011 :
  - Selon le vice-président Omar Souleimane, la demande pour un départ immédiat du président Hosni Moubarak est un « appel au chaos ». Ces violences sont le résultat « d'un complot » car « il est possible qu'il y ait plusieurs desseins étrangers, ou des Frères musulmans [...] ou de certains partis ou d'hommes d'affaires. La plupart de ceux qui sont toujours à la place Tahrir ont des desseins spécifiques ».
  - Au moins sept jeunes leaders, membres de différents groupes d'opposition de la contestation populaire en Égypte, ont été arrêtés après avoir rencontré une des figures de proue de l'opposition, Mohamed ElBaradei, à sa résidence de Gizeh.
  - Selon l'OCDE, la coupure d'Internet pendant cinq jours par le gouvernement égyptien devrait avoir coûté à l’Égypte 18 millions de dollars par jour (13 millions €), soit 3 à 4 % du PIB égyptien journalier et son impact à long terme pourrait être encore plus important, car les entreprises égyptiennes « produisent des services à destination du reste du monde ». D'autre part, « il sera dorénavant beaucoup plus difficile pour l'Égypte d'attirer ce type d'entreprises et leur garantir un accès sans faille au réseau [alors qu'] attirer ce genre de firmes a été jusqu'à présent une stratégie-clé du gouvernement ».
  - Le Pentagone annonce qu'il ne cessera pas ses livraisons d'armes à l’Égypte dans les prochains mois, malgré les troubles qui secouent le pays depuis plus d'une semaine, car l'armée égyptienne a fait preuve de « retenue » depuis le début de la crise. Les États-Unis doivent prochainement livrer des pièces de rechange pour avions F-16, des vaisseaux de patrouille pour les garde-côtes et des mèches entrant dans la composition de munitions. Au cours des trois dernières décennies, le montant des livraisons d'armes et des services militaires à l’Égypte atteint plusieurs dizaines de milliards de dollars, soit en moyenne, 1,3 milliard de dollars par an.

- Vendredi 4 février 2011 :
  - Des « négociations crédibles et ouvertes » ont lieu entre des responsables américains et égyptiens sur les modalités d'un départ rapide du président Hosni Moubarak et du transfert du pouvoir à un gouvernement de transition dirigé par le vice-président Omar Souleimane qui engagerait immédiatement un processus de réforme constitutionnelle avec le soutien de l'armée égyptienne. Le nouveau gouvernement de transition, auquel seraient invités à participer des groupes d'opposition, les Frères musulmans compris, aura la charge d'enclencher un processus qui mènerait à des élections libres et équitables en septembre[18].
  - Le ministre de la Défense Mohammed Tantaoui s'est rendu place Tahrir, épicentre de la contestation au Caire, où il s'est adressé aux manifestants réclamant le départ du président Hosni Moubarak, alors que plusieurs milliers de manifestants ont afflué vers la place. Depuis le 25 janvier, les affrontements ont fait au moins 300 morts et des milliers de blessés.
  - Le vice-président Omar Souleimane a tendu la main à la confrérie islamiste des Frères musulmans, bête noire du pouvoir et force d'opposition la plus influente d'Égypte, en affirmant l'avoir invitée à participer à ce dialogue, mais les Frères musulmans ont rejeté son appel, faisant du départ du président Moubarak une condition préalable à toute discussion[19].
  - Mobinil et ECMS, filiales de l'opérateur Orange et le géant britannique de la téléphonie mobile Vodafone, annoncent avoir été contraint par l'armée d'envoyer à leurs clients des messages officiels à destination de la population, sous forme de textos et concernant « des questions touchant à la sécurité du pays et des personnes ».

- Samedi 5 février 2011 :
  - L'opposant et prix Nobel de la Paix, Mohamed ElBaradei, a annoncé qu'il souhaitait discuter avec l'état-major de l'armée égyptienne, afin d'organiser « une transition sans effusion de sang ». La veille, il avait savoir à la chaîne Al Jazeera qu'il envisageait de se porter candidat à la présidence, si des élections libres et démocratiques sont organisées.
  - Sinaï : Les assaillants ont attaqué le terminal gazier et le gazoduc approvisionnant Israël et la Jordanie dans le secteur de Lehfen. L'approvisionnement a été coupé par les autorités sur les deux conduites.

- Dimanche 6 février 2011 :
  - Les Frères musulmans ont annoncé avoir « entamé un dialogue » avec le vice-président Omar Souleimane et les responsables du pouvoir « pour savoir à quel point ils sont prêts à accepter les demandes du peuple » pour des réformes démocratiques. Les Frères veulent tentent de se distancer de l'Iran qui a appelé à la mise en place d'un régime islamiste en Égypte. Des responsables du mouvement ont affirmé à plusieurs reprises cette semaine que les Frères musulmans « ne vont pas » présenter de candidat aux prochaines élections présidentielles prévues en septembre[20].
  - L'armée a renforcé sa présence place Tahrir, épicentre du mouvement de contestation, et sur le pont du 6-Octobre, qui a servi aux partisans du président Hosni Moubarak pour attaquer les manifestants. De nombreux commerces ont rouvert ainsi que des routes et des ponts, au 13e jour de la révolte. L'armée a également renforcé sa présence près du Musée égyptien. Les soldats et les comités populaires ont mis en place des contrôles. Place Tahrir, des dizaines de manifestants sont toujours assis devant les chars de l'armée pour les empêcher de partir.
  - Le vice-président Omar Souleimane a refusé un appel de l'opposition, auquel se sont joints les Frères musulmans, à assumer les pouvoirs du président Hosni Moubarak, « conformément aux prérogatives que lui donne l'article 139 » de la Constitution[21].

- Lundi 7 février 2011 :
  - Sinaï : Quatre roquettes ont été tirées sur une caserne de police dans la partie égyptienne de Rafah, faisant un blessé.
  - Selon The Guardian, le président Moubarak, sa femme et leurs deux fils seraient à la tête d'une fortune estimée entre 40 et 70 milliards de dollars (soit entre 29,5 et 51,6 milliards d'euros). Une bonne partie de la fortune du clan Moubarak serait déposée dans des banques suisses et britanniques ou investie dans de l'immobilier à Londres, à New York, à Los Angeles, en France, en Suisse, en Allemagne, à Dubaï, et dans des complexes hôteliers sur les côtes de la mer Rouge. Un système de corruption pour chaque investissement étranger en Égypte aurait permis au clan Moubarak de s'enrichir, le pouvoir égyptien exigerait, pour toute implantation dans le pays, une joint-venture avec un partenaire local à hauteur de 20 %. 40 % des 80 millions d’Égyptiens vivent avec moins de trois dollars par jour[22].

- Mardi 8 février 2011 :
  - La crise politique qui secoue le pays depuis deux semaines risque de coûter cher car l'instabilité politique a fait fuir les touristes en masse et pourrait refroidir durablement l'ardeur des investisseurs étrangers. Selon le Crédit agricole, « la crise coûte au moins 310 millions de dollars par jour à l'économie » égyptienne. Forte de 80 millions d'habitants, le pays était déjà confronté avant la révolte populaire à d'importants défis socio-économiques — fort taux de chômage, inflation élevée et pauvreté massive —; environ 40 % de la population vit autour du seuil de pauvreté de deux dollars par jour. En janvier, les exportations de biens et services ont baissé de 6 % et les pertes boursières se montent à 12 milliards de dollars. Les événements ont fait fuir les touristes en pleine haute-saison, or cette activité représente 6 % du PIB, soit 13 milliards de dollars[23].
  - Depuis le 25 janvier, au moins 297 personnes ont été tuées durant les violentes manifestations antigouvernementales selon l'ONG Human Rights Watch, dont 232 décès au Caire, 52 à Alexandrie et 13 à Suez. Une partie significative des décès « est le résultat de balles en caoutchouc et de bombes lacrymogènes tirées sur la foule de trop près ». Après le 29 janvier, la police a disparu des rues, remplacée par l'armée et des comités populaires d'autodéfense.
  - De violents affrontements ont fait 5 morts et une centaine de blessés dans la ville d'El Kharga (sud). La police a alors tiré à balles réelles contre les manifestants, faisant une centaine de blessés. La foule en colère a réagi en mettant le feu à sept bâtiments officiels, dont deux commissariats, un tribunal et le siège local du parti du président Hosni Moubarak, le Parti national démocrate.

- Mercredi 9 février 2011 :

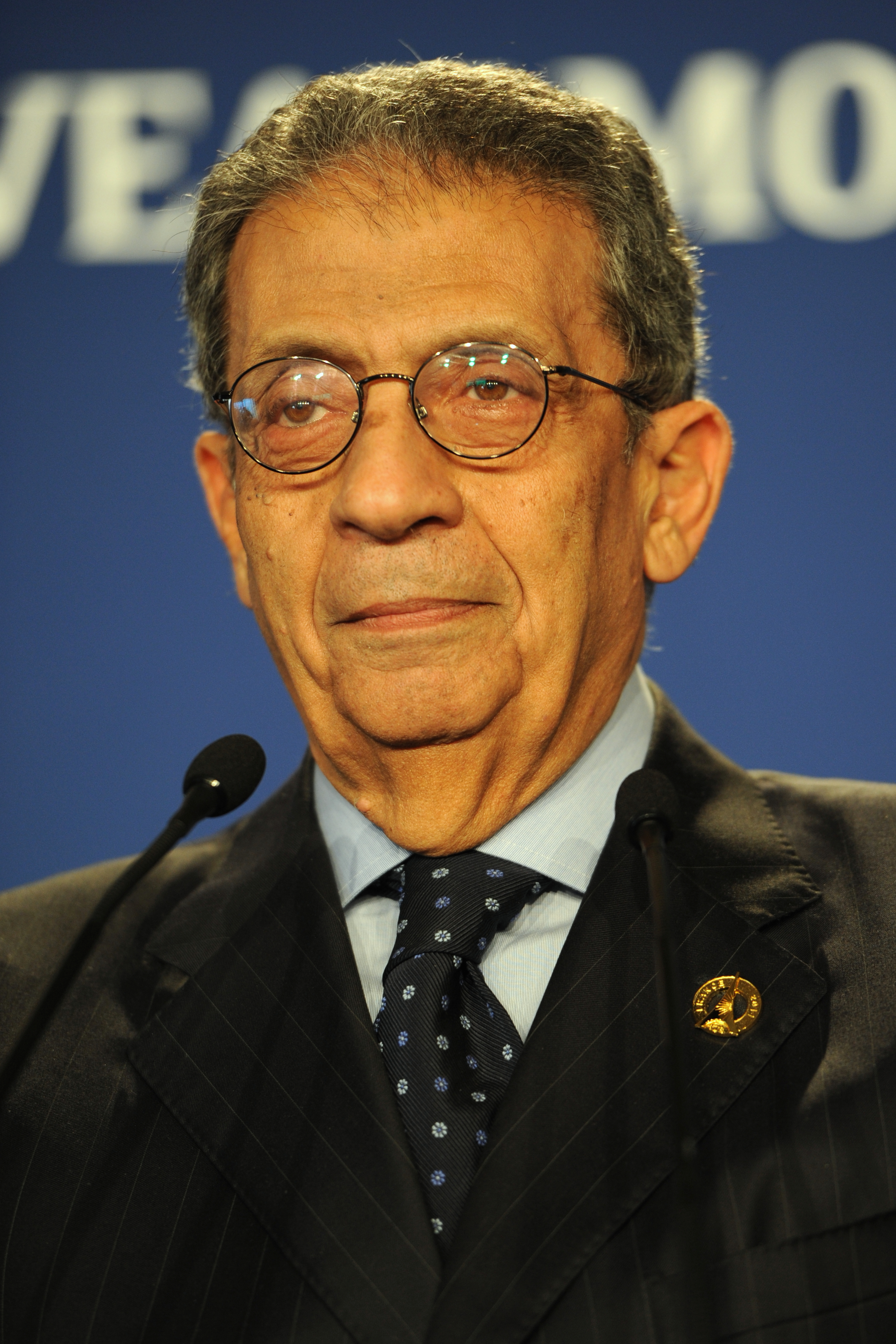
Amr Moussa (mai 2011)

  - Les services d'immigration égyptiens ont reçu la consigne de ne pas laisser entrer les Palestiniens dans le pays, tout en affirmant qu'il s'agissait d'une mesure temporaire qui ne concernait pas les Palestiniens résidant en Égypte ou mariés à une Égyptienne. 12 Palestiniens ont été dernièrement renvoyés après avoir atterri à l'aéroport du Caire.
  - Le secrétaire général de la Ligue arabe depuis 2001, Amr Moussa (74 ans), et ancien ministre des Affaires étrangères, qualifie les événements actuels en Égypte de « révolution », à l'instar des manifestants de la place Tahrir : « C'est une révolution, son ampleur est telle que l'on peut d'ores et déjà affirmer que l’Égypte d'après le 25 janvier est radicalement différente de celle d'avant. Les voix populaires se sont élevées avec clarté et beaucoup de courage, disant toutes que le changement est inéluctable. La jeunesse égyptienne, soutenue par l'ensemble des générations, dit aujourd'hui des choses que personne n'a osé dire durant plusieurs décennies [...] Le monde arabe et le Moyen-Orient vont être influencés par ce qui se passera en Égypte. Personnellement, je crois qu'il n'y a plus de retour en arrière possible en Égypte ». S'agissant des craintes des pays occidentaux quant à l'émergence d'une Égypte islamiste en raison de la puissance des Frères musulmans, Amr Moussa est catégorique : « Ce risque n'existe pas. Je suis bien conscient de ce dilemme occidental. Il agite les Occidentaux au point que certains de leurs intellectuels et responsables politiques sont prêts à sacrifier la démocratie au nom de leur peur de la religion. Leur analyse est fausse et c'est une mauvaise politique »[24].

- Jeudi 10 février 2011 : Dans une allocution télévisée, le président Hosni Moubarak, affirme qu'il n'accepterait pas de diktats étrangers, et qu'il ne quitterait pas son siège de président avant les prochaines élections en septembre, tout en transférant ses pouvoirs au vice-président Omar Souleimane : « La transition du pouvoir va d'aujourd'hui à septembre [...] Je suis conscient du danger que représente cette croisée des chemins [...] et cela nous impose de faire passer d'abord les intérêts supérieurs de la nation [...] J'ai décidé de déléguer mes pouvoirs au vice-président conformément à ce que dit la Constitution [...] Le sang de vos martyrs n'a pas été versé en vain [...] Je ne quitterai l’Égypte que le jour où je mourrai »[25].

- Vendredi 11 février 2011 :
  - L'armée égyptienne annonce se porter garante des réformes promises par le président Hosni Moubarak, appelant à un retour « au travail dans les établissements de l’État et le retour à la vie normale ». L'armée « met en garde contre toute atteinte à la sécurité de la nation et des citoyens » et assure qu'elle garantira des « élections libres et transparentes à la lumière des amendements constitutionnels décidés ».
  - Au moins un million de personnes ont manifesté à travers le pays pour réclamer la démission du président Hosni Moubarak.
  - Sinaï : Une personne a été tuée et 20 autres blessées lors de heurts à Al-Arich entre manifestants et policiers alors qu'un millier de manifestants, qui tentaient de libérer des détenus, ont lancé des bombes incendiaires sur le poste de police et mis le feu à des véhicules.
  - Le vice-président Omar Souleimane annonce la démission du président Hosni Moubarak et le remise de ses pouvoirs à l'armée : « Compte tenu des conditions difficiles que traverse le pays, le président Mohammed Hosni Moubarak a décidé d'abandonner le poste de président de la République et chargé le conseil suprême des forces armées de gérer les affaires du pays »[26].

- Samedi 12 février 2011 :
  - Quelque 600 prisonniers se sont échappés de la prison de Marg (Caire) après des émeutes, dont plusieurs dont été tués ou blessés.
  - L'effondrement d'un immeuble à Louxor (sud), en raison de travaux de construction autour des murs de soutien du rez-de-chaussée, fait au moins 13 morts et 23 blessés.

- Dimanche 13 février 2011 :
  - Des milliers de manifestants reviennent sur la place Tahrir du Caire pour exiger de l'armée qu'elle tienne toutes ses promesses. L'armée avait accédé à l'une de leurs principales demandes en annonçant la suspension de la Constitution et la dissolution du Parlement, dominé par les membres du Parti national démocrate (PND).
  - Le Conseil suprême des forces armées, responsable de la gestion du pays, annonce la dissolution des deux chambres du Parlement (l'Assemblée du Peuple et celle de la Choura), la « suspension de la Constitution » et la création d'une commission pour l'amender et organiser un référendum sur ces changements. L'opposition avait réclamé l'abrogation de l'article 76 de la Constitution qui encadre de manière drastique les candidatures à l'élection présidentielle[27].

- Lundi 14 février 2011 :

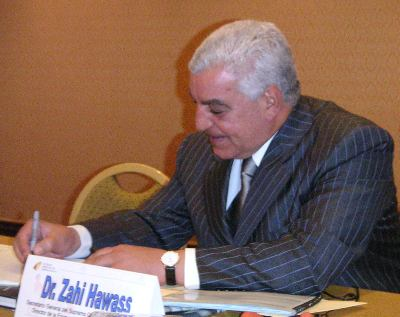
Zahi Hawass (août 2003)

  - Manifestations : La police et l'armée reprennent le contrôle de la place Tahrir au Caire. Près de 2 000 manifestants ont interrompu le trafic dans la zone. Quelques centaines de policiers en uniforme ont défilé en signe de solidarité avec les manifestants qui ont renversé le président Hosni Moubarak. L'armée égyptienne, responsable du pays, appelle les citoyens et syndicats à cesser les grèves, au moment où les mouvements sociaux prennent de l'ampleur.
  - Politique : Le Conseil suprême des forces armées précise que la période transitoire pendant laquelle ils prendront « en charge la direction des affaires du pays provisoirement » durera six mois « ou jusqu'à la fin des élections législatives et pour la présidence de la République ». La Constitution est suspendue afin d'être amendée par référendum. D'autre part, les militaires réaffirment que « tous les traités et pactes internationaux » seront respectés; le maréchal Mohammed Tantaoui représentera le pays « auprès de toutes les parties à l'intérieur et à l'extérieur »[28].
  - Le premier ministre Ahmad Chafic indique que Hosni Moubarak se trouvait toujours dans la station balnéaire de Charm el-Cheikh où il dispose d'une résidence, démentant ainsi les rumeurs d'une fuite de l'ex-président à l'étranger.
  - Selon le secrétaire d’État aux Antiquités, Zahi Hawass, deux des pièces archéologiques volées au Musée égyptien du Caire pendant les manifestations antigouvernementales ont été retrouvées dans le jardin entourant le bâtiment. Il s'agit d'une amulette en forme de scarabée appartenant à Youya, un puissant courtisan de la XVIIIe dynastie qui régna il y a plus de 3 000 ans, et de l'une des statuettes funéraires (ouchabtis) de Youya, faisant partie d'un ensemble de onze figurines.

- Mardi 15 février 2011 :
  - Le Conseil suprême des forces armées annonce que la commission de juristes qu'elle vient de nommer pour réviser la Constitution a « dix jours » pour « amender les articles 76, 77, 88, 93 et 189 ainsi que d'annuler l'article 179 ». L'article 76 porte sur les conditions très restrictives de candidature à l'élection présidentielle, l'article 77 ne fixe aucune limite au nombre de mandats présidentiels et l'article 88 définit le mode de supervision des élections. L'article 93 limite les possibilités de recours après des élections législatives et l'article 179 permet au président d'ordonner que des civils accusés de terrorisme soient traduits devant un tribunal militaire. L'article 189 stipule enfin que seuls le président de la République et le président du Parlement peuvent proposer des amendements constitutionnels[29],[30].
  - Selon une association de défense des droits de l'Homme, des centaines de personnes, âgées de 15 à 48 ans, sont portées disparues depuis les manifestations, entre le 25 janvier, premier jour des manifestations, et la chute du président (Hosni Moubarak, affirmant que certains d'entre eux étaient détenus par l'armée. Selon Nassir Amin, du Centre arabe pour l'indépendance de la justice, certains manifestants pourraient se trouver entre les mains de l'armée, mais un grand nombre ont été arrêtés par des policiers en civil alors qu'ils quittaient la place Tahrir[31].
  - La chaîne américaine CBS révèle qu'une de ses reporters de guerre, Lara Logan, a été victime d'une « brutale agression sexuelle » pendant qu'elle couvrait les événements qui ont mené à la chute du président Hosni Moubarak : « Elle s'est retrouvée, avec son équipe et leurs gardes de sécurité, encerclés par des éléments dangereux pendant les célébrations [...] Il s'agissait d'une bande de plus de 200 personnes survoltée jusqu'à la frénésie [...] pressée par la foule, a été séparée de son équipe. Elle s'est retrouvée encerclée et a subi une agression sexuelle brutale et prolongée avant d'être secourue par un groupe de femmes et environ 20 soldats égyptiens »[32].
  - Les Frères musulmans ont annoncé leur intention de créer un parti lorsque les restrictions limitant les activités politiques auront été levées par les nouvelles autorités égyptiennes[33].

- Mercredi 16 février 2011 : Environ 365 personnes ont été tuées et 5.500 autres blessées durant les 18 jours de manifestations qui ont provoqué la chute du président Hosni Moubarak. Selon le Réseau arabe d'information sur les droits de l'Homme, une association égyptienne de défense des droits de l'Homme, des centaines de personnes, probablement arrêtées lors des manifestations, sont toujours portées disparues[34].

- Jeudi 17 février 2011 : Trois anciens ministres et un homme d'affaires sont arrêtés sur ordre du parquet général pour détournement de fonds publics et blanchiment d'argent, dont, Habib el-Adli (intérieur), Zoheir Garranah (tourisme), Ahmed al Maghrabi (habitats) et Ahmed Ezz (proche de Gamal Moubarak)[35].

- Samedi 19 février 2011 : Le parti islamiste Wassat al-Gadid obtient sa régularisation. Il a été fondé en 1996 par d'anciens membres des Frères musulmans adeptes d'une interprétation plus libérale de l'islam.

- Lundi 21 février 2011 :
  - L’Égyptien Amr Moussa (74 ans), secrétaire général de la Ligue arabe, estime que les révoltes populaires en Tunisie et en Égypte vont avoir une « influence énorme » sur le monde arabe : « Des vents de changement soufflent sur le monde arabe et le Proche-Orient. L'influence de la grande révolution égyptienne et de la révolution initiale en Tunisie va être énorme ».
  - Le premier ministre britannique David Cameron est en visite au Caire.
  - Plusieurs dizaines de policiers limogés ont manifesté sur la place Tahrir du Caire pour obtenir leur réintégration par le nouveau pouvoir ce qui a provoqué une contre-manifestation de civils, qui ont à leur tour demandé aux policiers de s'en aller.
  - Plusieurs milliers d'Égyptiens commencent à fuir la Libye vers l'Égypte. Plus de 1,5 million d'Égyptiens vivent en Libye.

- Mardi 22 février 2011 : Plusieurs nouveaux ministres ont prêté serment dans le cadre d'un remaniement ministériel. Onze ministères ont changé de mains, dont ceux du Pétrole, de la Culture, de la Santé et du Commerce. Un vice-Premier ministre est nommé, Yahia Elgamal, au côté du premier ministre reconduit Ahmad Chafic. Parmi ceux qui ont conservé leur poste, le ministre des Affaires étrangères Ahmed Aboul Gheit, le ministre de l'Intérieur Mahmoud Wagdi, le ministre des Finances Samir Radwane, le ministre de la Défense le maréchal Hussein Tantaoui, chef du Conseil suprême des forces armées.

- Mercredi 23 février 2011 :
  - Publication par le ministère de la Justice d'une nouvelle liste de personnalités désormais interdites de quitter le pays. Parmi elles : l'ancien ministre de la Culture pendant 23 ans Farouk Hosni, l'ancien premier ministre, Atef Ebeid et le président de Union de la radio-télévision égyptienne, Oussama el-Cheikh, ainsi qu'une dizaine d'hommes d'affaires soupçonnés notamment de malversations financières[36].
  - Un bâtiment du ministère de l'Intérieur au Caire a été incendié avec des cocktails Molotov par des policiers en colère qui demandaient leur réintégration dans la police. Plusieurs voitures garées dans la rue ont également été incendiées. L'incendie n'a pas fait de victimes.

- Vendredi 25 février 2011 : Importante manifestation, place Tahrir, pour réclamer le départ d'anciens proches d'Hosni Moubarak encore au gouvernement et demande au Conseil suprême des forces armées de nommer une équipe de technocrates dans l'attente des élections, promises dans six mois. Le conseil militaire a maintenu mardi à leurs postes les ministres de la Défense, de la Justice, de l'Intérieur et des Affaires étrangères, nommés par Moubarak avant son départ. Les Frères musulmans ont crié à la « contre-révolution ».

- Lundi 28 février 2011 : L'ex-président Hosni Moubarak et sa famille proche — son épouse Suzanne ainsi que ses deux fils, Alaa et Gamal, et leurs épouse — sont interdits de quitter le pays, et leurs avoirs en Égypte sont gelés. Il a depuis son départ du pouvoir quitté le Caire pour la station égyptienne de Charm el-Cheikh, sur la mer Rouge. Selon le journal gouvernemental Al-Ahram, la famille Moubarak aurait « des comptes secrets dans des banques égyptiennes ». Les dépôts sur ces comptes se monterait à 147 millions de dollars pour Suzanne Moubarak, 100 millions pour Alaa et 100 millions également pour Gamal.

### Mars 2011
- Mercredi 2 mars 2011 : Deux hauts responsables du mouvement d'opposition des Frères musulmans ont été libérés après avoir passé presque six ans en prison. Il s'agit de Khairat al-Shater, le n°3 du mouvement et l'un de ses principaux financiers, ainsi que l'homme d'affaires Hassan Malek. Les deux hommes faisaient partie d'un groupe plus large jugé par un tribunal militaire en 2008 pour blanchiment d'argent et terrorisme. Les Frères musulmans veulent être reconnus comme un parti politique.

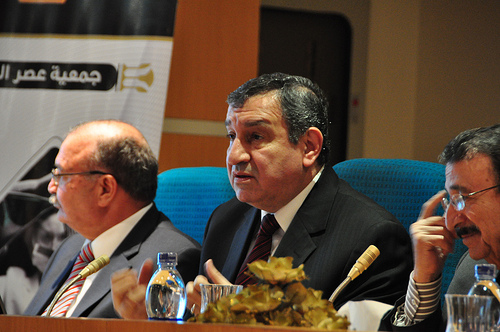
Essam Charaf
(janvier 2011)

- Jeudi 3 mars 2011 : Sous la pression de la rue, nomination d'un nouveau premier ministre, Essam Charaf, en remplacement d'Ahmad Chafic, pour un gouvernement purgé des personnalités de l'ancien régime du président Moubarak.

- Samedi 5 mars 2011 :
  - Ouverture du procès de l'ancien ministre de l'Intérieur, Habib el-Adli, pour blanchiment d'argent. Évincé du gouvernement fin janvier. Honni par la population, il a été arrêté le 17 février et il est le premier haut responsable du régime Moubarak à être jugé.
  - Le Caire : Deux personnes ont été tuées et une église avait été incendiée vendredi dans des violences confessionnelles dans le quartier populaire de Moqattam. Les violences ont été provoquées par une relation amoureuse entre un chrétien et une musulmane, ce qui a suscité la colère de leurs familles. Les relations amoureuses entre musulmans et chrétiens sont taboues en Égypte. Le mariage entre un chrétien et une musulmane est même illégal à moins qu'il ne se convertisse à l'islam[37].

- Dimanche 6 mars 2011 : Le nouveau premier ministre Essam Charaf nomme le général Mansour el-Issaoui comme nouveau ministre de l'Intérieur à la suite de la prise d'assaut des bâtiments de la sécurité d’État à travers tout le pays par des militants pour récupérer les dossiers de police afin qu'ils ne soient pas détruits afin de sauvegarder les preuves des abus commis. Les autorités appellent les citoyens à remettre à l'armée tous les dossiers récupérés « étant donné la dangerosité de ce qu'ils contiennent et pour préserver la sécurité nationale »[38].

- Lundi 7 mars 2011 : Le nouveau gouvernement de Essam Charaf, a prêté serment devant le chef du Conseil suprême des forces armées, le maréchal Hussein Tantaoui. Parmi les ministres : le général Mansour el-Issaoui (Intérieur), Nabil El-Arabi (Affaires étrangères), Abdallah Ghorab (Pétrole).

- Mardi 8 mars 2011 :
  - Le Caire : Un chrétien copte a été tué dans des accrochages entre musulmans et chrétiens dans le quartier populaire de Moqattam au Caire sur fond de tensions inter-confessionnelles après l'incendie d'une église vendredi. Dans la soirée, six autres chrétiens coptes ont été tués et au moins 45 autres blessés; tous ont été tués ou blessés par balles. Des ateliers et des maisons ont été incendiés.
  - Une page Facebook, intitulée « Amn Dawla Leaks » (fuites de la sécurité d’État) affiche de multiples preuves de la surveillance d'État mise en place par le régime de Hosni Moubarak. Ces documents ont été saisis par des manifestants qui se sont introduits de force, samedi dernier, dans les locaux du ministère de la sécurité intérieure[39].

- Vendredi 11 mars 2011 :
  - Le Caire : Des centaines d'Égyptiens tenant à la main des croix et des corans se sont rassemblés sur la place Tahrir pour dénoncer le sectarisme, après des heurts entre musulmans et chrétiens ayant fait au moins 13 morts dans le quartier déshérité de Moqattam.
  - Le Conseil suprême des forces armées a ordonné la libération de deux prisonniers, membres du Jihad islamique, condamnés dans le cadre de l'assassinat du président Anouar el-Sadate en octobre 1981 et qui avaient fini de purger leur peine. Ils figurent parmi 69 détenus politiques libérés.

- Mardi 15 mars 2011 : L'Unesco a fait part de son inquiétude grandissante pour les sites archéologiques en Égypte, estimant qu'ils sont « en danger » en raison des pillages qui sévissent dans ce pays depuis la révolution. Zahi Hawass, ancien patron des Antiquités égyptiennes, avait lancé « un appel solennel à la communauté internationale » à aider « l’Égypte à retrouver les œuvres volées »[40].

- Samedi 19 mars 2011 :
  - Début du référendum constitutionnel.
  - L'opposant Mohamed ElBaradei, ancien directeur général de l'Agence internationale de l'énergie atomique (AIEA), qui s'est prononcé contre les amendements constitutionnels, a été bousculé par une foule de jeunes hostiles alors qu'il allait voter pour le référendum.  Contraint de rentrer dans sa voiture, des centaines de militants islamistes ont jeté des pierres sur lui.

- Dimanche 20 mars 2011 : le « oui » a remporté 77 % des voix lors du référendum sur la révision constitutionnelle avec un taux de participation de 41 %. L'approbation des amendements va permettre la tenue d'élections législatives dès septembre. Les Frères musulmans et les héritiers du PND (Parti national démocrate) de l'ancien président Hosni Moubarak ont appelé à voter « oui » alors que les réformateurs ont prôné le « non » préférant une réécriture complète de la Constitution.

- Lundi 21 mars 2011 :
  - L'Union européenne a décidé de geler les avoirs du président déchu Hosni Moubarak et de 18 de ses proches considérés comme « responsables du détournement de fonds publics égyptiens »[41].
  - Visite au Caire du secrétaire général de l'ONU Ban Ki-moon pour rencontrer les nouvelles autorités du pays au lendemain du référendum destiné à modifier la Constitution.

- Mardi 22 mars 2011 : Un bâtiment attenant au ministère de l'Intérieur a été incendié. Plus tôt dans la journée, des milliers de policiers avaient manifesté devant. Ils protestaient contre leurs conditions de travail et demandaient la démission du ministre de l'Intérieur Mansour el-Issaoui et le retour de son prédécesseur Mahmoud Wagdi[42].

### Avril 2011
- Dimanche 3 avril 2011 : Graves incidents lors d'un match de football entre un club égyptien et un club tunisien. Le premier ministre égyptien présente ses excuses[43].

- Mercredi 6 avril 2011 : La commission chargée d'enquêter sur la corruption sous le régime d'Hosni Moubarak continue son travail. Elle doit prochainement rencontrer Gamal Moubarak, le fils cadet de l'ex-chef d’État, et Zakaria Azmi, l'ancien chef de cabinet du président déchu. La presse égyptienne fait état de centaines de millions de dollars détournés[44].

- Jeudi 7 avril 2011 : Arrestation de Zakaria Azmi, ancien chef de cabinet du président déchu. Il est soupçonné  d'avoir « gonflé sa fortune par d'autres moyens que ses revenus légaux »[45].

- Dimanche 10 avril 2011 : L'ex-premier ministre Ahmad Nazif est placé en détention provisoire pour « profits illicites et corruption »[46].

- Lundi 11 avril 2011 : Un blogueur est condamné à trois ans de prison par un tribunal militaire[47].

- Mardi 12 avril 2011 : Crise cardiaque de l'ex-président Hosni Moubarak[48].

- Samedi 16 avril 2011 : Le Parti national démocrate, l'ancien parti au pouvoir, est officiellement dissous et ses avoirs sont transférés au gouvernement[49].

- Dimanche 17 avril 2011 : L'ex-premier ministre Ahmad Nazif, l'ex-ministre de l'Intérieur Habib el-Adli et l'ex-ministre des Finances Youssef Boutros Ghali sont poursuivis pour détournement de fonds publics pour un montant de 92 millions de livres égyptiennes (environ 15,5 millions de dollars)[50]. Les deux fils de l'ex-président (Gamal et Alaa) sont aussi poursuivis pour corruption[51].

- Mardi 19 avril 2011 :
  - Le ministre des Affaires étrangères Nabil El-Arabi annonce vouloir signer tous les accords des Nations unies sur les droits de l'homme et rejoindre la Cour pénale internationale[52].
  - Selon un rapport de la commission d'enquête, le président déchu Hosni Moubarak a été complice des violences meurtrières contre les manifestations anti-régime au cours desquelles 846 civils ont été tués et 26 policiers en 18 jours dont beaucoup par des snipers de l'unité anti-terroriste qui avaient été déployés[53].

- Mercredi 20 avril 2011 : Violents affrontements entre étudiants de syndicats rivaux dans le cadre des élections aux conseils d'administration des facultés de l'université de Nouakchott. Le rectorat  a décidé d'annuler immédiatement les élections[54].

- Mercredi 27 avril 2011 :
  - L'incendie du gazoduc du Sinaï alimentant Israël et la Jordanie est maîtrisé. À la suite de l'attentat à la bombe, l'alimentation avait été coupée. Le gazoduc fournit 43 % des besoins d'Israël en gaz naturel et 80 % de ceux de Jordanie[55].
  - Un garde-frontière égyptien a été tué lors d'un échange de feu avec des contrebandiers près de Rafah alors le ministre des Affaires étrangères Nabil El-Arabi annonce la prochaine ouverture de manière permanente de la frontière avec Gaza afin d'alléger le blocus imposé par Israël au territoire palestinien[56].

- Vendredi 29 avril 2011 :
  - Le département d’État américain annonce la réouverture officielle de son Ambassade et le retour au Caire de son personnel diplomatique. Tout le personnel non-essentiel de l'ambassade avait été rapatrié le 1er février à cause des troubles[57].
  - Un ferry chavire sur le Nil, dans la province de Bani Suweif, entraînant la mort de 22 personnes. Le ferry transportait un bus qui est tombé dans le fleuve[58].

- Samedi 30 avril 2011 : Le puissant mouvement islamiste sunnite de l’opposition, les Frères musulmans, annonce la création du parti de la liberté et de la justice pour participer aux élections législatives de septembre. Officiellement il sera « un parti civil et non théocratique » car l’Égypte interdit les partis fondés sur la religion. Le Conseil consultatif du mouvement a aussi adopté son programme politique et nommé son président Mohammed al-Moursi qui espère recueillir entre 40 et 50 % des sièges dans le futur parlement. Les Frères musulmans disposent d'influents réseaux d'aide sociale et sont très présents dans les mosquées, les universités et les syndicats[59].

### Mai 2011
- Jeudi 5 mai 2011 : L'ex-ministre de l'Intérieur Habib el-Adli a été condamné à douze ans de prison pour malversations financières, blanchiment d'argent et enrichissement illicite[60].

- Vendredi 6 mai 2011 : Quelque 300 islamistes ont manifesté devant une mosquée salafiste au Caire pour dénoncer la mort du chef d'al-Qaida Oussama ben Laden, tué dimanche au Pakistan par les forces spéciales américaines[61].

- Samedi 7 mai 2011 : 15 personnes ont été tuées et 232 autres ont été blessées dans des affrontements entre musulmans salafistes et chrétiens coptes à la suite de l'attaque de deux églises chrétiennes du Caire incendiées. 190 personnes ont été arrêtées[62].

- Mardi 10 mai 2011 : L'ancien ministre du Tourisme Zoheir Garranah est condamné à cinq ans de prison pour corruption[63].

- Jeudi 12 mai 2011 : L’Égypte a déposé auprès du Fonds monétaire international une demande officielle de prêt. Le ministre des finances Samir Radwane, avait indiqué le 26 avril que le gouvernement était « en train de négocier des prêts d'un montant de 3 à 4 milliards de dollars avec le FMI et d'environ 2,2 milliards de dollars avec la Banque mondiale » car l’Égypte estime avoir « un besoin de financement d'environ 10 à 12 milliards de dollars pour la période allant jusqu'à juin 2012 » pour soutenir sa transition démocratique et le redressement de son économie[64].

- Vendredi 13 mai 2011 :
  - L'accès au Sinaï a été fermé pour empêcher une marche du Caire vers la bande de Gaza[65].
  - L'épouse de l'ex-président Hosni Moubarak est placée en détention[66].

- Dimanche 15 mai 2011 : Des bagarres entre musulmans et coptes ont fait une cinquantaine de blessés au Caire[67].

- Mardi 17 mai 2011 : Au moins 24 personnes qui manifestaient contre la création de l’État hébreu en 1948 ont été blessées lors d'affrontements de plusieurs heures avec les forces de l'ordre. Les manifestants exigeaient l'expulsion de l'ambassadeur d'Israël et la rupture des relations avec Israël. Dans la matinée, un responsable israélien était en visite pour rencontrer des officiels égyptiens[68].